# RKK Energia
Energia (ros. Ракетно-космическая корпорация «Энергия» имени С.П.Королёв, Rakietno-kosmiczeskaja korporacyja "Eniergija" imieni S.P. Korolow) – rosyjskie przedsiębiorstwo będące głównym dostawcą statków kosmicznych, rakiet i komponentów stacji kosmicznych dla rosyjskiego programu kosmicznego. Nazwa przedsiębiorstwa pochodzi od nazwiska radzieckiego konstruktora Siergieja Korolowa (1907–1966), od którego biura konstrukcyjnego wywodzi się obecne przedsiębiorstwo.

## Historia

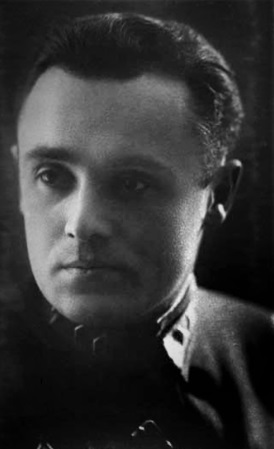
Siergiej Korolow w 1938

Rodzina rakiet R-7

Przedsiębiorstwo powstało 16 maja 1946 roku jako Specjalne Biuro Konstrukcyjne nr 1, którego dyrektorem był Siergiej Korolow. Zakład nosił kolejno nazwy:
- Specjalne Biuro Konstrukcyjne nr 1 (OKB-1, ros. ОКБ-1)
- CKBEM
- NPO Energia
- RKK Energia.

Dyrektorami przedsiębiorstwa byli kolejno: Siergiej Korolow (1946–1966), Wasilij Miszyn (1966–1974), Walentin Głuszko (1974–1977), Wachtang Wachnadze (1977–1991), Jurij Siemionow (1991–2005), Nikołaj Siewastianow (2005–2007), Witalij Łopota (2007–2014). Od 1 sierpnia 2014 dyrektorem jest Władimir Sołncew, głównym konstruktorem był Wiktor Legostajew.
Do najważniejszych osiągnięć przedsiębiorstwa należała realizacja m.in. następujących programów: rakiet R-7 i Energia, promów Buran i Kliper oraz pojazdów transportowych Progress i załogowych Sojuz.

## Obecnie

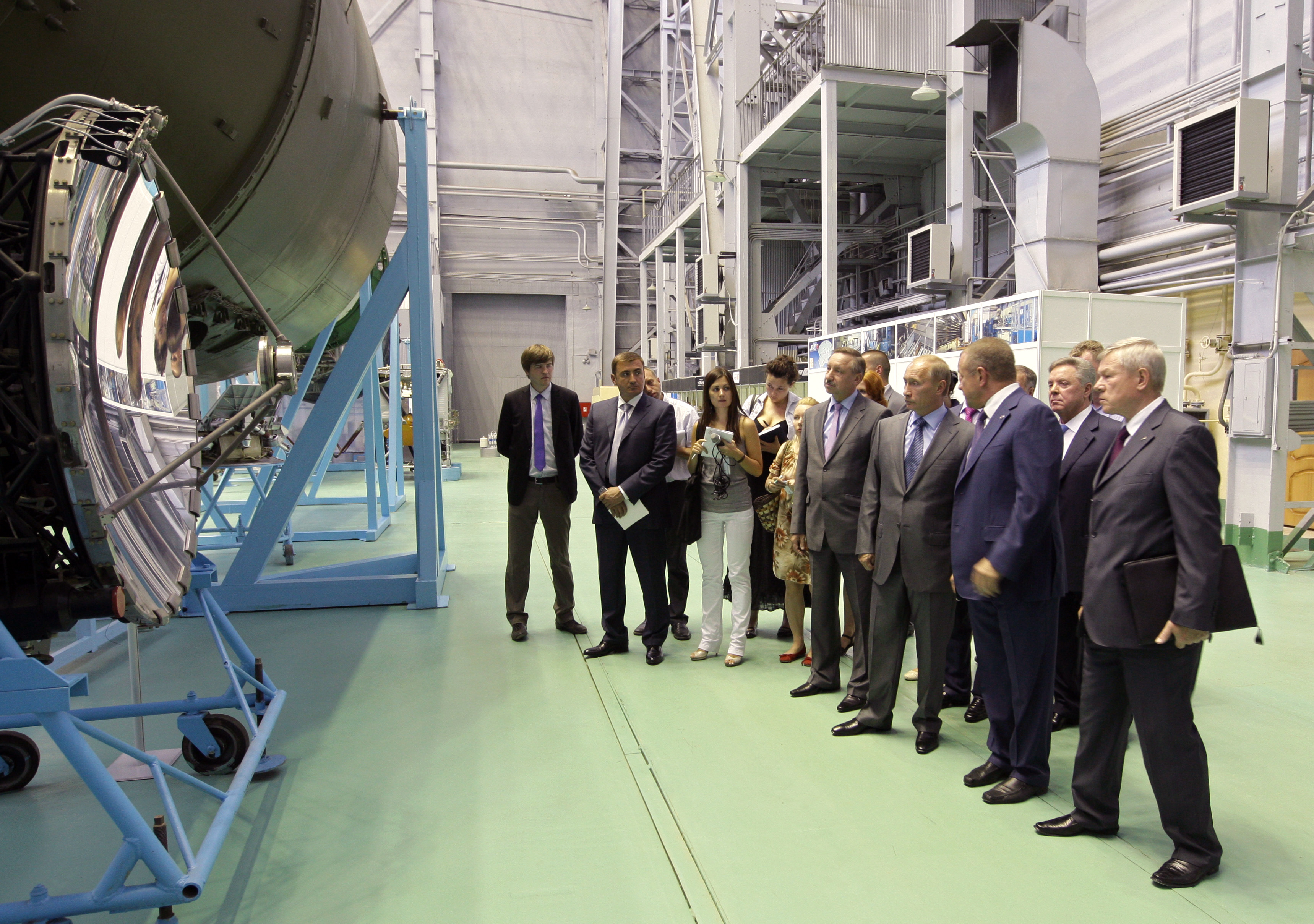
Premier Rosji W. Putin z wizytą w RKK Energia (2010)

RKK Energia jest największym rosyjskim przedsiębiorstwem w branży przemysłu kosmicznego. Jest to firma prywatna, której 38% udziałów znajduje się w rękach państwa. Zatrudnia ok. 22-30 tys. pracowników. Jest podzielone na następujące oddziały:
- Główne Biuro Konstrukcyjne
- Oddział Bajkonur
- ZAO Zakład Urządzeń Prototypowych
- ZAO Biuro Konstrukcyjne Wołżskoje
- ZAO PO Kosmos

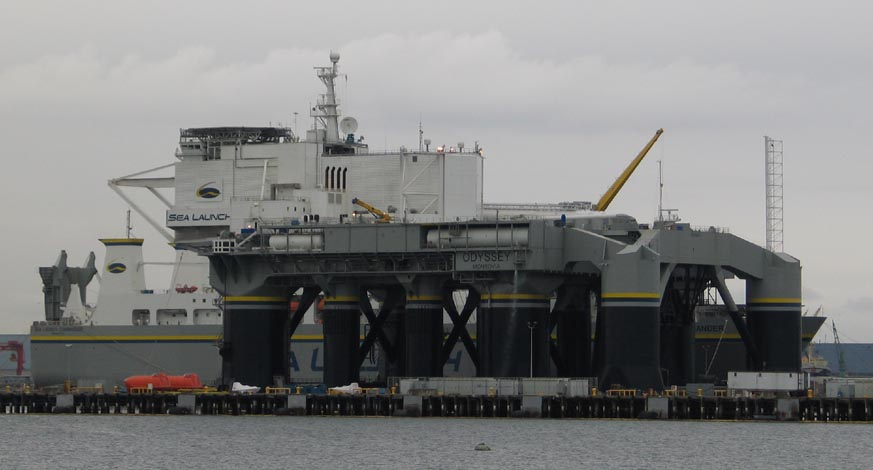
Platforma startowa Ocean Odyssey (2004)

Obecnie przedsiębiorstwo produkuje załogowe statki kosmiczne serii Sojuz TMA-M, statki transportowe Progress M-M, wytwarza moduły międzynarodowej stacji kosmicznej ISS oraz jest odpowiedzialne za przeprowadzane tam rosyjskie eksperymenty badawcze. RKK Energia jest większościowym właścicielem spółki Sea Launch, specjalizującej się w wynoszeniu na orbitę ładunków z platformy startowej Ocean Odyssey znajdującej się na morzu, dostarczając górny stopień dla ukraińskich rakiet Zenit-3SL, wytwarza platformę Universal Spacecraft Configuration dla satelitów nawigacyjnych, komunikacyjnych, teledetekcyjnych itd. Firma opracowuje również nowy transportowo-załogowy pojazd kosmiczny PTK NP mający około 2018 roku zastąpić statki kosmiczne Sojuz.

## Perspektywy dalszego rozwoju
- Tworzenie systemu kosmicznego transportu załogowego nowej generacji,
- Rozwijanie turystyki kosmicznej,
- Rozwój systemów kosmicznych do przeprowadzenia misji międzyplanetarnych,
- Projektowanie i rozwój systemów łączności kosmicznej.

## Muzeum zakładowe
Na terenie zakładów funkcjonuje Muzeum Techniki Kosmicznej. W muzeum są wystawione eksponaty rakietowo-kosmicznej techniki: od pierwszych sputników i rakiet dalekiego zasięgu, do rakiety Energia i różnego rodzaju załogowych statków kosmicznych.
Zwiedzanie muzeum jest odpłatne i możliwe dopiero po zebraniu się co najmniej 20-osobowej grupy.